# 1233
Високе Середньовіччя •  Золота доба ісламу •  Реконкіста •  Хрестові походи •  Київська Русь •  Монгольська імперія

## Геополітична ситуація
На території колишньої Візантійської імперії існує декілька держав. Фрідріх II Гогенштауфен є імператором Священної Римської імперії (до 1250). У Франції править Людовик IX (до 1270).
Апеннінський півострів розділений: північ належить Священній Римській імперії, середню частину займає Папська область, більша частина півдня належить Сицилійському королівству. Деякі міста півночі: Венеція, Піза, Генуя тощо, мають статус міст-республік, частина з яких об'єднана Ломбардською лігою.
Південь Піренейського півострова в руках у маврів. Північну частину півострова займають християнські Кастилія, Леон (Астурія, Галісія), Наварра, Арагонське королівство (Арагон, Барселона) та Португалія. Генріх III є королем Англії (до 1272), а королем Данії — Вальдемар II (до 1241).
У Києві княжить Володимир Рюрикович (до 1235), у Галичі та на Волині — Данило Романович, у Володимирі-на-Клязмі — Юрій Всеволодович (до 1238). Новгородська республіка та Володимиро-Суздальське князівство фактично відокремилися від Русі. У Польщі період роздробленості. На чолі королівства Угорщина стоїть Андраш II (до 1235).
В Єгипті, Сирії та Палестині править династія Аюбідів, невеликі території на Близькому Сході утримують хрестоносці. У Магрибі держава Альмохадів почала розпадатися. Сельджуки окупували Малу Азію. Монгольська імперія поділена між спадкоємцями Чингісхана. У Китаї співіснують частково підкорена монголами держава чжурчженів, де править династія Цзінь, та держава ханців, де править династія Сун. Делійський султанат є наймогутнішою державою Північної Індії, а на півдні Індії домінує Чола. В Японії триває період Камакура.
Цивілізація майя переживає посткласичний період. Почала зароджуватися цивілізація ацтеків.

## Події
- Під час облоги Галича Данилом Романовичем загинув угорський королевич Андрій Андрійович.
- В Європі встановлюються суди інквізиції.
- У Монпельє спалено книги Маймоніда.
- Папа Григорій IX заборонив євреям наймати християнських слуг.
- Австрійський герцог Фрідріх II вторгся в Богемію.
- Засновано медресе Аль-Мустансірія в Багдаді.
- Монголи на чолі з Субедеєм узяли столицю Цзінь Кайфен.
- Монгольський полководець Чормаган завоював Вірменію, винищивши населення численних міст.